# Alan Ávila
Alan Ávila Taberner (10 de noviembre de 1990) es un deportista español que compite en piragüismo en la modalidad de maratón. Ganó una medalla de bronce en el Campeonato Europeo de Piragüismo en Maratón de 2013, en la prueba de C2.

## Palmarés internacional
| Campeonato Europeo | Campeonato Europeo    | Campeonato Europeo | Campeonato Europeo |
| Año                | Lugar                 | Medalla            | Competición        |
| ------------------ | --------------------- | ------------------ | ------------------ |
| 2013               | Vila Verde (Portugal) | Medalla de bronce  | C2                 |